# Element elektroniczny

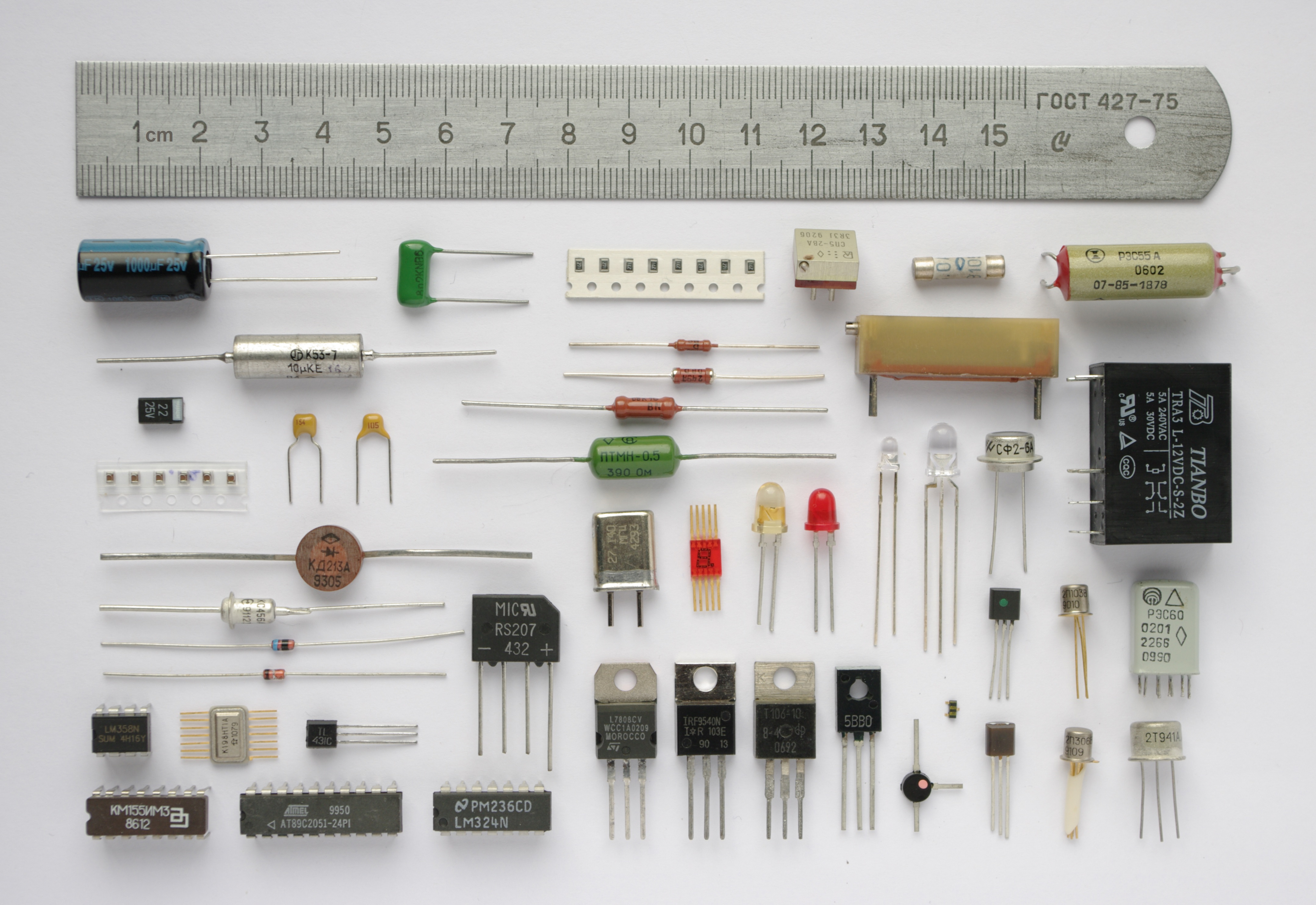
Podstawowe elementy elektroniczne

Element elektroniczny (elektryczny) – część obwodu elektrycznego o jednej, dominującej funkcji: wytwarzania energii elektrycznej kosztem innego rodzaju energii, rozpraszania energii oraz magazynowania energii. Element elektroniczny nie może zostać podzielony bez utraty swoich właściwości.
Wyróżnia się dwa rodzaje elementów elektronicznych: bierne i czynne. Elementy bierne nie wytwarzają, lecz rozpraszają i magazynują energię, zaś czynne – wytwarzają ją.